# 遠見集團
遠見集團（另稱：遠見科技；全稱：遠見科技股份有限公司）是台灣的電子公司，成立於1986年5月15日。早期以終端機及伺服器等資訊業相關產品之研發製造及技術服務為主，代表產品系列為哈電族及文曲星。

## 歷史
- 1986年5月15日，成立遠見科技股份有限公司。有員工15人。
- 1993年，成立北京金遠見電腦技術有限公司。
- 1996年，在台湾推出电子词典产品—哈电族。
- 1998年，成立遠見科技(香港)有限公司。
- 2000年12月28日，遠見科技在中华民国证券柜台买卖中心挂牌上柜交易。
- 2002年8月26日，遠見科技上柜转上市挂牌，在台湾证券交易所交易，股票代號3040（TWSE）。
- 2013年，成立北京遠見育成科技孵化器有限公司。

## 外部連結
- （繁體中文）遠見集團 （页面存档备份，存于）
- （繁體中文）遠見科技 （页面存档备份，存于）
- （简体中文）金遠見
- （简体中文）遠見育成 （页面存档备份，存于）